# Muiños
Muiños är en ort i Spanien.   Den ligger i provinsen Provincia de Ourense och regionen Galicien, i den nordvästra delen av landet, 400 km väster om huvudstaden Madrid. Muiños ligger 625 meter över havet och antalet invånare är 1 962.
Terrängen runt Muiños är huvudsakligen kuperad, men österut är den platt. Runt Muiños är det glesbefolkat, med 17 invånare per kvadratkilometer. Närmaste större samhälle är Bande, 8,3 km norr om Muiños. Omgivningarna runt Muiños är en mosaik av jordbruksmark och naturlig växtlighet.